# Film in 1984
Dit artikel gaat over de film in het jaar 1984.

## Succesvolste films
De tien films uit 1984 die het meest opbrachten.
| Rang | Titel                                | Distributeur       | Opbrengst wereldwijd |
| ---- | ------------------------------------ | ------------------ | -------------------- |
| 1    | Indiana Jones and the Temple of Doom | Columbia Pictures  | $ 333.107 271        |
| 2    | Beverly Hills Cop                    | Paramount Pictures | $ 216.360.478        |
| 3    | Ghostbusters                         | Columbia Pictures  | $ 282.242.989        |
| 4    | Gremlins                             | Warner Bros.       | $ 148.168.459        |
| 5    | The Karate Kid                       | Columbia Pictures  | $ 90.815.558         |
| 6    | Romancing the Stone                  | 20th Century Fox   | $ 86.572.238         |
| 7    | Police Academy                       | Warner Bros.       | $ 81.198.894         |
| 8    | Footloose                            | Paramount Pictures | $ 80.035.402         |
| 9    | The Terminator                       | Orion Pictures     | $ 78.371.200         |
| 10   | Star Trek III: The Search for Spock  | Paramount Pictures | $ 76.471.046         |

## Lijst van films
- 2010: The Year We Make Contact
- Aaj Ki Awaz
- The Adventures of Buckaroo Banzai Across the 8th Dimension
- Against All Odds
- All of Me
- Amadeus
- An itan to violi pouli
- Ator l'invincibile 2
- Bachelor Party
- Bastille
- The Bay Boy
- Best Defense
- Beverly Hills Cop
- Birdy
- Blame It on Rio
- Blind Date
- Blood Simple
- Body Double
- Bolero
- The Bostonians
- The Bounty
- A Breed Apart
- Broadway Danny Rose
- The Brother from Another Planet
- Cannonball Run II
- Children of the Corn
- Choose Me
- A Christmas Carol
- Ciske de Rat
- City Heat
- The Company of Wolves
- Conan the Destroyer
- The Coolangatta Gold
- The Cotton Club
- Country
- Crackers
- Een dagje naar het strand
- La Diagonale du fou
- Un dimanche à la campagne
- Dreamscape
- Dune
- Electric Dreams
- The Ewok Adventure (ook bekend als Caravan of Courage: An Ewok Adventure)
- Falling in Love
- Fear City
- Firestarter
- Footloose
- Frankenweenie
- Friday the 13th: The Final Chapter
- Gebroken spiegels
- Ghostbusters
- Gimme an 'F'
- Grandview, U.S.A.
- Gremlins
- De grens
- Greystoke: The Legend of Tarzan, Lord of the Apes
- Heimat
- The Hotel New Hampshire
- Indiana Jones and the Temple of Doom
- Irreconcilable Differences
- The Karate Kid
- The Killing Fields
- The Last Starfighter
- Leviatán
- Het licht van Cadiz
- The Lonely Guy
- Love Streams
- Making the Grade
- Micki + Maude
- Missing in Action
- Moord in extase
- Moscow on the Hudson
- Mrs. Soffel
- The Muppets Take Manhattan
- The Natural
- Nausicaä of the Valley of the Wind
- The NeverEnding Story
- Night of the Comet
- A Nightmare on Elm Street
- Nineteen Eighty-Four (ook bekend als 1984)
- Les Nuits de la pleine lune
- Old Enough
- Once Upon a Time in America
- Ososhiki
- Overvallers in de dierentuin
- Oxford Blues
- Paris, Texas
- A Passage to India
- The Philadelphia Experiment
- Pippi Langkous (Russische titel: Peppi Dlinnyjtsjoelok)
- Places in the Heart
- Police Academy
- The Pope of Greenwich Village
- A Private Function
- Purple Rain
- ¿Qué he hecho yo para merecer esto?
- Racing with the Moon
- Razorback
- Reckless
- Red Dawn
- Repo Man
- The Return of Godzilla
- Revenge of the Nerds
- Rhinestone
- The River
- Romancing the Stone
- Schatjes!
- De Schorpioen
- Shark rosso nell'oceano
- Sixteen Candles
- A Soldier's Story
- Splash
- Star Trek III: The Search for Spock
- Starman (ook bekend als John Carpenter's Starman)
- Stranger Than Paradise
- Streets of Fire
- Success Is the Best Revenge
- Supergirl
- Swing Shift
- Le tartuffe (ook bekend als Le Tartuffe ou l'Imposteur)
- Teachers
- The Terminator
- Thief of Hearts
- This Is Spinal Tap
- Tightrope
- The Times of Harvey Milk
- Top Secret!
- Twee handen op een buik
- Under the Volcano
- Wheels on Meals
- De witte waan
- A Year of the Quiet Sun (Poolse titel: Rok spokojnego słońca)
- Zware jongens

1870-1879 · 1880-1889 · 1890 · 1891 · 1892 · 1893 · 1894 · 1895 · 1896 · 1897 · 1898 · 1899 · 1900 · 1901 · 1902 · 1903 · 1904 · 1905 · 1906 · 1907 · 1908 · 1909 · 1910 · 1911 · 1912 · 1913 · 1914 · 1915 · 1916 · 1917 · 1918 · 1919 · 1920 · 1921 · 1922 · 1923 · 1924 · 1925 · 1926 · 1927 · 1928 · 1929 · 1930 · 1931 · 1932 · 1933 · 1934 · 1935 · 1936 · 1937 · 1938 · 1939 · 1940 · 1941 · 1942 · 1943 · 1944 · 1945 · 1946 · 1947 · 1948 · 1949 · 1950 · 1951 · 1952 · 1953 · 1954 · 1955 · 1956 · 1957 · 1958 · 1959 · 1960 · 1961 · 1962 · 1963 · 1964 · 1965 · 1966 · 1967 · 1968 · 1969 · 1970 · 1971 · 1972 · 1973 · 1974 · 1975 · 1976 · 1977 · 1978 · 1979 · 1980 · 1981 · 1982 · 1983 · 1984 · 1985 · 1986 · 1987 · 1988 · 1989 · 1990 · 1991 · 1992 · 1993 · 1994 · 1995 · 1996 · 1997 · 1998 · 1999 · 2000 · 2001 · 2002 · 2003 · 2004 · 2005 · 2006 · 2007 · 2008 · 2009 · 2010 · 2011 · 2012 · 2013 · 2014 · 2015 · 2016 · 2017 · 2018 · 2019 · 2020 · 2021 · 2022 · 2023 · 2024 · 2025